# Escut de Pinós
L'escut oficial de Pinós té el següent blasonament:
Escut caironat: de sinople, una creu de Sant Vicenç en forma de sautor ple d'or ressaltat d'un pi de sable. Per timbre una corona mural de poble.

## Història
Va ser aprovat el 30 de desembre de 1993 i publicat en el DOGC el 14 de gener de 1994.
El pi és un senyal parlant referit al nom del municipi, i el sautor, o creu de Sant Vicenç, és l'atribut del patró del poble.